# Tôn Tư Khắc
Tôn Tư Khắc (chữ Hán: 孫思克, 1628 – 1700), tên tự là Tẫn Thần (藎臣), hiệu là Phục Trai (復齋), thuộc Hán quân Chính Bạch kỳ, nguyên quán Quảng Ninh, Liêu Ninh , con trai của Tôn Đắc Công, là tướng lĩnh của nhà Thanh, có công dẹp loạn Tam Phiên, được sử sách liệt vào "Hà Tây tứ Hán tướng", còn lại là Trương Dũng, Triệu Lương Đống, Vương Tiến Bảo.

## Cuộc đời

### Trấn thủ Lương Châu
Ban đầu Tôn Tư Khắc là Hộ vệ của Vương phủ.
Năm Thuận Trị thứ 8 (1651), nhậm chức Ngưu lục Ngạch chân (tức Tá lĩnh trong tiếng Hán) và Lý sự quan của Hình bộ.
Năm thứ 11 (1654), thăng làm Giáp lạt Ngạch chân (tức Tham lĩnh). Ông tòng quân, từ Hồ Nam xuống Quý Châu, Vân Nam, có công tham chiến.
Năm Khang Hi thứ 2 (1663), thăng làm Tổng binh của Thiểm Tây Cam Túc, trấn thủ Lương Châu.
Năm thứ 5 (1666), Ách Lỗ Đặc của Mông Cổ dời đến chăn nuôi ở Đại Thảo Than, triều đình không cho. Họ không chịu đi, nên đôi bên giao chiến ở Định Khương miếu (定羌庙), họ thua chạy, lớn tiếng sẽ chia đường vào cướp. Tư Khắc và Đề đốc Trương Dũng dâng sớ xin dụng binh, các đại thần bàn rằng không nên khinh suất gây hấn, lệnh nghiêm phòng biên cảnh, vỗ về người Hồ.
Ông bèn cùng Trương Dũng sửa chữa trường thành, bắt đầu từ cửa ngõ đi vào Bắc Kinh là Tây Thủy quan, cho đến Gia Dục quan, vì thế người Ách Lỗ Đặc đã vượt biên đều bỏ chạy. Tư Khắc xem khắp các ải hiểm yếu ở Nam Sơn, chia binh phòng ngự, rồi tăng cường quân kỷ, tuyển chọn tướng tài, trừ tham nhũng, thẩm tra lương bổng, hạn chế thất thoát, luyện binh an dân, biên cương được yên. Sơn Thiểm Tổng đốc Lư Sùng Tuấn tâu lên, Tư Khắc được gia Hữu Đô đốc.

### Dẹp loạn Tam Phiên
Năm thứ 13 (1674), Thiểm Tây Đề đốc Vương Phụ Thần (王辅臣) từ Bình Lương hưởng ứng Ngô Tam Quế, Lâm Thao, Củng Xương đều quy phụ, Lan Châu cũng mất. Tổng đốc Cáp Chiêm gọi Tư Khắc đến giúp, Tư Khắc suất quân men theo đập nước đi Lô Đường Bảo thuộc Hồng Thủy , đến Tác Kiều Bảo , kết bè vượt sông, chiếm được Tĩnh Viễn, khuất phục các thành, bảo phụ cận. Thai cát Mặc Nhĩ Căn của Ách Lỗ Đặc thừa cơ phá ải vào cướp, Phó tướng Trần Đạt tử trận. Ông bèn để bọn tham tướng Lưu Tuyển Thắng giữ Tĩnh Viễn, suất quân về Lương Châu, Mặc Nhĩ Căn bỏ đi. Người Cao Đài là Hoàng Phiên lại vào cướp, vây đánh các bảo Noãn Tuyền, Thuận Đức. Tư Khắc suất quân đến Cam Châu, Hoàng Phiên cũng bỏ trốn, ông bèn vượt sông trở lại miền Đông, hội quân với Trương Dũng. Dâng sớ nói binh sĩ của mình vất vả lâu ngày, xin cho khao thưởng, triều đình đặc mệnh đồng ý.
Tư Khắc cùng Trương Dũng vây Củng Xương, khi ấy Đại tướng quân Bối lặc Đổng Ngạch đánh Tần Châu chưa hạ được, Ngô Tam Quế sai quân từ Tứ Xuyên đến, đặt doanh trên Nam Sơn, thế đang lớn. Triều đình gọi Tư Khắc soái 2000 người từ Củng Xương đi giúp, đắp lũy ở phía tây thành, giằng co với địch. Tướng của Phụ Thần là bọn Trần Vạn Sách đến hàng ông, Ba Tam Cương bỏ trốn, nên hạ được Tần Châu. Quân phiên ở Nam Sơn tan chạy, Tư Khắc và bọn tướng quân Phật Ni Liệt truy kích, đánh bại họ ở Diêm Quan, thu phục huyện Lễ; lại đánh bại họ ở Tây Hòa, phá cửa xông vào, giết quan lại phiên, các huyện Thanh Thủy, Phục Khương đều hàng. Ông đưa quân về Củng Xương, sai bọn Vạn Sách vào thành dụ tướng của Phụ Thần là bọn Trần Khả, họ dâng 17 châu, huyện Củng Xương về hàng. Hà Đông được yên.
Quân Thanh hội họp tấn công Bình Lương, Tư Khắc suất quân ra Tĩnh Ninh, đánh bại tướng của Phụ Thần là Lý Quốc Lương, chém 500 thủ cấp, bắt 3 viên bộ tướng, lấy được thành. Tiến đến Hoa Đình, tướng của Phụ Thần là Cao Đỉnh đưa 28 viên bộ tướng, hơn ngàn quân ra hàng. Ông đến Bình Lương, hội quân với Bối lặc Đổng Ngạch. Quân giữ thành ra đánh, Tư Khắc đi bộ đốc quân chống địch, giao chiến ở Nam Sơn, ở phía bắc thành, thắng liền 8 trận. Lại vây Cửu Phúc, đánh bại địch ở ngoài Quách Nam. Quân phiên ngăn quân Thanh đào hào, Tư Khắc xua binh đánh gấp, quân phiên lui rồi lại tiến mấy lần, đều bị đánh bại. Đánh Bạch Khởi Trại thuộc Kính Châu, xua binh xông lên, hạ được trại, bắt tướng của Phụ Thần là Lý Mậu. Lại đánh bại địch ở Giáp Tử Dục, đánh bại địch ở Mã Doanh Tử, Ma Bố Lĩnh, Đổng Ngạch báo lên công trạng của ông.
Năm thứ 15 (1676), Đồ Hải thay Đổng Ngạch làmĐDốc sư, đến Hổ Sơn Đôn ở phía bắc thành xem hình thế, rồi dò xét Cố Nguyên Đạo. Hơn vạn phục binh chợt nổi lên, Tư Khắc gấp đến đánh, đuổi địch hơn 10 dặm về phía Bắc, bị thương nặng. Phụ Thần xin hàng, Tư Khắc về Lương Châu. Có chiếu khen công của ông, thăng làm Đề đốc Lương Châu thụ thế chức Nhất đẳng A Đạt Cáp Cáp Phiên . Tư Khắc dâng sớ tạ ơn, nói mình bị thương ở cánh tay phải, phạm vào gân cốt, chữa không khỏi, đã thành tàn tật, xin hưu. Triều đình có chỉ vỗ về giữ lại.
Năm thứ 16 (1677), xét công, được tiến Tam đẳng A Tư Cáp Ni Cáp Phiên . Cát Nhĩ Đan làm loạn, người Mông Cổ chạy vào biên cương quấy nhiễu dân chúng, Tư Khắc và Trương Dũng điều quân xua đuổi, họ bèn bỏ đi.
Năm thứ 18 (1679), triều đình ban sắc cho Đồ Hải hợp các cánh quân xuống Tứ Xuyên, chia 4 đạo tiến binh, Tư Khắc và Tướng quân Tất Lực Khắc Đồ ra Lược Dương. Gặp lúc kinh sư có động đất, có chiếu cho đại thần trong ngoài triều trình bày ý kiến, ông dâng sớ đề nghị hoãn ra quân, đợi đến mùa xuân, binh cường, mã tráng thì hơn. Triều đình mệnh Học sĩ Lạp Long Lễ đến Lương Châu tuyên dụ trách mắng, ông nhận tội. Tư Khắc và Tất Lực Khắc Đồ suất quân đánh Giai Châu, tiến hạ các huyện Văn Thành, Miện. Triều đình mệnh cho Tư Khắc về Lương Châu. Sau đó theo lời tâu của Tổng đốc Cáp Chiêm, dời đi Trang Lãng.
Năm thứ 20 (1681), dân Khánh Dương là Cảnh Phi tập hợp bọn thủ lĩnh Đạt Nhĩ Gia Tể Nông làm loạn, xâm phạm Hà Châu, Tư Khắc và Trương Dũng điều quân đánh dẹp được.

### Trấn thủ Cam Túc
Năm thứ 22 (1683), truy luận tội xin hoãn ra quân, bị bãi chức Đề đốc, mất thế chức, vẫn giữ chức Tổng binh.
Năm thứ 23 (1684), lại được thụ chức Cam Túc Đề đốc.
Năm thứ 29 (1690), Học sĩ Đạt Hô, Lang trung Tang Cách đi sứ Tây Vực trở về, đến bên ngoài Gia Dục Quan, bị người Tây Hải là A Kỳ La Bặc Tàng bắt giữ. Tư Khắc sai Du kích Chu Ứng Tường nói phải trái với Tể tang của họ, bọn Đạt Hô mới được thả về. Ông lại sai Phó tướng Phan Dục Long, Du kích Hàn Thành suất quân đánh dẹp, chém hơn 400 thủ cấp, A Kỳ La Bặc Tàng thua chạy. Tư Khắc sai sứ trách mắng các Thai cát ở Tây Hải, họ sợ hãi, thu gia sản của A Kỳ La Bặc Tàng để bồi thường. Ông dâng sớ xin miễn việc trừng trị, triều đình khen Tư Khắc xử trí hợp lẽ.
Năm thứ 30 (1691), dâng sớ đề nghị đặt 1 viên Tổng binh, 3000 quân ở Gia Dục Quan, đề phòng Cát Nhĩ Đan; cho rằng Cam Túc đất xấu dân nghèo, thành ra không thể cung ứng lương thảo cho quân đội, nên đề nghị mở ra tiền lệ, quyên nộp lương thảo thì được ghi công, thăng cấp hay làm các chức quan nhỏ, khi nào đủ dùng thì dừng lại.
Năm thứ 31 (1692), được gia Thái tử Thiếu bảo, cho thế chức Bái Tha Lạt Bố Lặc Cáp Phiên (tên Hán là Kỵ đô úy). Dâng sớ xin hưu, lại an ủi giữ lại. Được gia Chấn Vũ Tướng quân.

### Bình định Cát Nhĩ Đan
Năm thứ 32 (1693), Cát Nhĩ Đan làm loạn, triều đình mệnh Nội đại thần Lang Đại soái cấm quân ra trú ở Ninh Hạ, lấy Tư Khắc làm Tham tán.
Năm thứ 35 (1696), Đế thân chinh, Đại tướng quân Phí Dương Cổ theo tây lộ, Tư Khắc suất quân ra Ninh Hạ, hội họp ở Ông Kim. Đế trú tại Khắc Lỗ Luân Hà (sông Kherlen), Cát Nhĩ Đan trốn chạy, Phí Dương Cổ đốc quân đón đánh, giao chiến ở Chiêu Mạc Đa . Tư Khắc nắm quân Lục Doanh ở giữa, cùng các cánh quân ra sức chiến đấu, đại phá địch, đuổi về phía bắc hơn 30 dặm, Cát Nhĩ Đan đưa vài kỵ binh bỏ chạy. Có chiếu khen ngợi, triệu đến kinh sư, mệnh cho thị vệ chào đón, ngự chế thơ, quạt để ban cho. Được vào trò chuyện ở Sướng Xuân Viên, ban cho biển ngạch có ý vỗ về cùng Đoan tráo , ban cho Đoàn long bổ phục , lông công, mũ áo, ngựa đã đóng yên,... rồi ban lương thảo cho quan binh theo vào kinh sư. Mệnh cho trú ở Túc Châu, dò xét tung tích của Cát Nhĩ Đan.
Năm thứ 37 (1698), xét công, được gia Tha Sa Lạt Cáp Phiên .

## Cái chết
Năm thứ 39 (1700), có bệnh xin hưu, triều đình cho thầy thuốc đến thăm, vẫn giữ chức vụ. Ít lâu sau mất, được tặng Thái tử Thái bảo, ban lễ Tế táng, thụy là Tương Vũ. Tang về kinh sư, mệnh cho Hoàng trưởng tử Dận Thì đi viếng.
Tư Khắc trấn thủ vùng biên lâu năm, ơn uy đằm thắm. Tang đi từ Cam Châu đến Đồng Quan, qua nơi nào, quân dân ở 2 bên đường kêu khóc đưa tiễn. Đế nghe được, than: "Nếu Tư Khắc thời bình làm quan không tốt, sao được thế này?" Được tiến tước Nhất đẳng A Tư Cáp Ni Cáp Phiên  kiêm thế chức Tha Sa Lạt Cáp Phiên . Thời Càn Long, con cháu họ Tôn được định phong Nhất đẳng Nam, sau đó được thế tập võng thế.

## Gia quyến

### Thê thiếp
- Bác Nhĩ Tế Cát Đặc thị (博尔济吉特氏), con gái của Cố Luân Ngạch phò Trác Tát Khắc Đa La Quận vương Ban Đệ và Cố Luân Ngao Hán Công chúa.

### Hậu duệ

#### Con trai
1. Tôn Thừa Vận (孙承运, ? - 1719), mẹ là Bác Nhĩ Tế Cát Đặc thị, tập tước Nhất đẳng A Tư Cáp Ni Cáp Phiên[8] kiêm Tha Sa Lạt Cáp Phiên [12] (tức Nhất đẳng Nam kiêm Nhất vân Kỵ úy). Là Ngạch phò của Hòa Thạc Khác Tĩnh Công chúa
2. Tôn Thừa Ân (孙承恩), mẹ là Bác Nhĩ Tế Cát Đặc thị, tập tước Nhất đẳng Nam kiêm Nhất vân Kỵ úy. Là Ngạch phò của Huyện chúa, con gái của Dĩ cách Trực Quận vương Dận Thì.

#### Con gái
- Tôn thị (孙氏), Chính thê của Lang Đình Cực (郎廷极).

## Trong văn hóa đại chúng
Trong tiểu thuyết "Lộc Đỉnh ký", Tôn Tư Khắc là Vân Nam Phó tướng, vì không phải dòng chính của Ngô Tam Quế mà bị điều đến kinh thành, sau lại kết nghĩa huynh đệ cùng với Vi Tiểu Bảo, Trương Dũng, Triệu Lương Đống và Vương Tiến Bảo.
Được diễn bởi Tương Khắc trong phim Lộc Đỉnh ký năm 1998.